# Obležení Wu-kchanu
K policejnímu obležení Wu-kchanu (čínsky 乌坎, pchin-jinem Wūkǎn), dvacetitisícové vesnice v městském okrese Lu-feng v provincii Kuang-tung Čínské lidové republiky, došlo v prosinci 2011.
Nespokojenost občanů se způsobem prodávání půdy měla už v letech 2009 a 2010 za důsledek sepsání petic a ze strany úřadů pak coby ústupek přišlo povolení vesničanům jmenovat 13 svých reprezentantů, kteří se zúčastní vyjednávání.
Protesty místních obyvatel v roce 2011 začaly 21.-23. září, poté, co představitelé prodali pozemky developerům, aniž by se obyvatelům dostalo nějaké protihodnoty. Několik stovek až několik tisíc lidí poté nejdříve protestovalo před místním sídlem Komunistické strany Číny a posléze zaútočilo jak na sídlo, tak na policejní stanici. Nespokojení občané drželi cedule „Nechte nás dál farmařit“ a „Vraťte nám naši půdu“. Další gradaci nespokojenosti možná způsobila informace, že policisté v rámci bití mládeže jedno dítě zabili. Policie se poté z oblasti částečně stáhla.
Situace se začala vyhrocovat 9. prosince 2011, kdy úřady města Lu-feng nechaly pozatýkat pět zástupců vesnických organizací účastnících se na protestech. 11. prosince 2011 pak jeden z těchto zatčených, Süe Ťin-po, zemřel ve vazbě, podle místních na následky mučení. Další pak byli nuceni podepsat „přiznání“ k tomu, že spolupracovali s „cizími silami“ a „podněcovali“ místní obyvatele. Činovníci komunistické strany i policisté byli posléze obyvateli donuceni z vesnice utéct a 14. prosince 2011 vesnici oblehly tisíce policistů, kteří přerušili zásobování vesnice jídlem a jiným zbožím. Zároveň došlo k cenzuře Internetu.
V Čínské lidové republice dochází k mnoha drobným nepokojům (například 180 000 v roce 2010), ale události ve Wu-kchanu jsou jednak neobvyklé rozsáhlé a jednak byl dříve Wu-kchan popisován jako obzvlášť harmonické místo.

## Události vedoucí ke konfliktu
Pro místní úřady představoval prodej pozemků hlavní zdroj příjmů, a to zejména od roku 2006, kdy byly zrušeny zemědělské daně. To vedlo ke konfliktům v celé Číně mezi rolníky a úřady kvůli záborům půdy, které jsou často nelegální a provázané s korupcí.

## Nepokoje v září
Ráno 21. září 2011 začal poklidný protest před lu-fengskými úřady. Zúčastnily se jej zpočátku jen desítky (podle úřadů přibližně pět desítek) až stovky lidí. Pokřikovali hesla a drželi cedule s výzvami „Nechte nás dál farmařit“ a „Vraťe nám naši půdu“. Dav se rozrůstal a rostl i jeho neklid. Posléze začali demonstranti poškozovat budovy a vybavení a úřady proti nim poslali policisty. Ti zatkli ten den tři protestující.
Další den se přes sto vesničanů vydalo k policejní stanici a dožadovalo se propuštění zadržených. Dále je rozohnila informace, že policisté v rámci bití demonstrantů vážně zranili několik mladíků a policejní stanice s 30 až 40 policisty byla obležena stovkami vesničanů s improvizovanými zbraněmi. Ǔřady poté vyslaly do akce stovky patřičně vybavených policistů, kteří demonstranty pomocí bezhlavého bití rozehnali. Tou dobou již do značné míry fungovala cenzura v rámci čínského webu a nebylo možné vyhledat informace o Lu-fengu.
Třetí den úřady změnily taktiku, vydaly prohlášení o předchozích dnech a stáhly policisty z ulic. Vesničanům bylo nabídnuto zahájení vyšetřování ohledně machinací s pozemky a bylo oznámeno, že se zvažuje konání předčasných komunálních voleb. Vesničané pak naopak dočasně upustili od protestování.

## Nepokoje v prosinci
Vesničané vybrali po konfliktech v září třináct svých zástupců, aby je reprezentovali v jednáních. Prosincové nepokoje začaly poté, co jeden ze zástupců, Süe Ťin-po, zemřel za podezřelých okolností v policejní vazbě.
14. prosince 2011 místo obklíčila policie, když obyvatelé vyhnali místní funkcionáře komunistické strany a zřídili si vlastní samovládu. Lidé začali stavět barikády a situace se ocitla na mrtvém bodě.
15. prosince 2011 odpoledne svolali místní obyvatelé shromáždění, kde skandovali „Pryč s korupcí!“ a „Krvavé dluhy se musí splatit krví!“
Jeden z místních, pan Chen, po telefonu sdělil, že vesničané, kteří žijí a pracují v jiných částech Číny, plánují protest nebo podání stížnosti v Pekingu, a to 21. prosince 2011 a vyzval obyvatelé celé Číny, aby jim přišli napomoc.

### Süe Ťin-po
9. prosince 2011 byl zadržen Süe Ťin-po krátce před polednem místního času. Přijeli si pro něj neuniformovaní policisté, bez zatykače ho sebrali před restaurací a odvezli v minibusu bez registračních značek. Stejný den došlo k zadržení i čtyř dalších zástupců vesničanů.
11. prosince 2011 v 11 hodin večer zavolal pan Chuang, lu-fengský městský úředník, Süeho dceři, aby se jí vyptal na zdravotní historii jejího otce, což odůvodnil tím, že Süe byl přijat v kritickém stavu do nemocnice. Süeho žena a dcera se vzápětí do nemocnice vypravily, ale k Süemu jim nebyl umožněn přístup. Další informací od úředníků bylo sdělení, že do místní věznice byl Süe Ťin-po přijat v sedm hodin ráno 10. prosince a zemřel v 10 hodin dopoledne 11. prosince. Posléze bylo deseti příbuzným, včetně manželky a dcery, povoleno prohlédnout si Süeho tělo, ovšem nesměly jej vyfotografovat.
Podle výpovědi dcery bylo tělo jejího otce „pokryto modřinami a tržnými ranami, obě nosní dírky byly špinavé od krve, palce byly zkrouceny dozadu a na zádech byla zvláště velká modřina“. Süeho zeť Kao potvrdil, že jeho tělo viděl v márnice a že mělo „podlitiny na kolenou, krev na nose a zřejmě zlomené palce“. Süe byl v okamžiku smrti starý 42 nebo 43 let. Jeho oblečení bylo čisté, z čehož rodina soudí, že byl před mučením svlečen.
Podle státní zpravodajské agentury Sin-Chua trpěl Süe Ťin-po astmatem a srdečními problémy a zemřel na infarkt, přičemž vyšetřovatelé nenašli žádné důkazy týrání. Podle Ťin-povy nejstarší dcery Süe Ťien-wan naopak nikdy žádné problémy se srdcem neměl.

### Povstání a obležení
Místní občané v reakci zaútočili na policejní stanici a vyhnali z města policisty i představitele komunistické strany.
Policie naopak uzavřela vesnici zvenku, zablokovala silnice a v síle tisíci mužů se neúspěšně pokusila získat nad vsí kontrolu.
Následujících několik dní pokračovala blokáda, přičemž hlavním požadavkem vesničanů bylo, aby úřady vydaly tělo Süeho Ťin-poa. Úřady naopak přislíbily dočasně zastavit prodeje pozemků a záležitosti vyšetřit.
Ze strany úřadů také přišla nabídka rýže a oleje pro ty, kdo se přidají na jejich stranu.

## Volby nového vedení vesnice
10. února 2012 - obyvatelé Wu-kchanu budou moci demokraticky zvolit své vlastní zástupce, kteří budou řídit jejich město. Je to jeden z výsledků vzpoury místních obyvatel z konce minulého roku proti ilegálním záborům půdy zkorumpovanými funkcionáři komunistické strany.
1. března 2012 - Tři ze čtyř původních vesnických zástupců, které si vesničané zvolili v loňském roce ve volbách, jež místní stranické orgány označily za nelegální, byli zvoleni znovu. Čtvrtý zástupce, Süe Ťin-po, byl vloni zabit v policejní vazbě. Podle úřadů se voleb z celkového počtu 8 363 oprávněných voličů ve Wu-kchanu zúčastnilo 80 procent. Oba zvolení lídři vesnice tvrdí, že jejich prioritou bude získat zpět půdu rozkradenou posledním starostou obce, a říkají, že pokud nebude vrácena, lidé vyrazí do ulic znovu. V dlouhodobém horizontu je však nejasné, do jaké míry bude mít nově zvolený výbor kontrolu nad všemi činnostmi vesnice.